# Lucio Pinario Mamercino Rufo
Lucio Pinario Mamercino Rufo (fl. V secolo a.C.) è stato un politico romano del V sec. a.C.

## Biografia
Lucio Pinario viene eletto nel 472 a.C. console insieme a Publio Furio Medullino Fuso.
Sotto il loro consolato, il tribuno della plebe Publilio Volerone propose una legge per la quale i magistrati plebei, tra i quali anche il tribuni della plebe, fossero eletti dai comizi tributi, da cui erano esclusi i patrizi,  privandoli così del potere di influenzare i risultati delle elezioni plebee. La proposta di legge, la Lex Publilia Voleronis, non fu votata quell'anno, per i forti dissidi tra patrizi e plebei, e per il sopraggiungere di una pestilenza a Roma.
Sempre quell'anno una Vestale, Orbilia, fu trovata colpevole di aver mancato al proprio voto di castità, e per questo delitto, mandata a morte. A seguito della condanna, uno dei suoi due amanti si suicidò, mentre l'altro fu giustiziato nel foro.